# フレッチャーのチェックサム
フレッチャーのチェックサム（英: Fletcher's checksum）は、ジョン・G・フレッチャー（John G. Fletcher）が考案した誤り検出符号の一種である。単純なチェックサムより信頼性が高い。

## アルゴリズム
まずデータを値の列{\displaystyle d_{i}(1<i<n)}として用意し、また合同式の法を{\displaystyle m}と定義する。チェックサム用の変数{\displaystyle A_{i},B_{i}(A_{0}=B_{0}=0)}を用意し、数列を以下のように計算する。
{\displaystyle A_{i}=A_{i-1}+d_{i}}
{\displaystyle B_{i}=B_{i-1}+A_{i}}
この時 {\displaystyle B_{n}{\pmod {m}}} と {\displaystyle A_{n}{\pmod {m}}} の値を並べたものがフレッチャーのチェックサム{\displaystyle S}である。

### バリエーション
フレッチャーのチェックサムには、エンディアン、データの分割幅および変数{\displaystyle A,B}の法{\displaystyle m}ごとにいくつかのバリエーションがある。
| バリエーション | データ{\displaystyle d}の幅 | 合同式の法{\displaystyle m} | チェックサムのビット数 |
| -------------- | --------------------------- | --------------------------- | ---------------------- |
| Fletcher-16    | 8bit                        | {\displaystyle 2^{8}-1}     | 16bit                  |
| Fletcher-32    | 16bit                       | {\displaystyle 2^{16}-1}    | 32bit                  |
| Fletcher-64    | 32bit                       | {\displaystyle 2^{32}-1}    | 64bit                  |

また、剰余演算を避けるため、法を{\displaystyle 2^{n}}の形へと簡略化した独自実装がなされる事がある。

### 多次のフレッチャーのチェックサム
フレッチャーのチェックサムを強化したものとして、変数を{\displaystyle A,B}の2変数から、3変数以上に自然に拡張したものがある。この場合の計算は下のように行われる。
{\displaystyle A_{i}=A_{i-1}+d_{i}}
{\displaystyle B_{i}=B_{i-1}+A_{i}}
{\displaystyle C_{i}=C_{i-1}+B_{i}}
{\displaystyle D_{i}=D_{i-1}+C_{i}}
………
フレッチャーのチェックサムの基本形は二次の形式であり、
単純なチェックサムは一次のフレッチャーチェックサムの一種であるとみなせる。

## 使用例
ZFSでは、データを64bitごとに分割し、奇数番目と偶数番目のデータを分離してそれぞれ別に Fletcher-128 を計算する fletcher2 と、データ32bit、変数幅64bitの、四次のフレッチャーチェックサムを用いる  fletcher4 が使用されている。 
また、TCP用のチェックサムのオプションとしても規格化されている。